# 砚壳花椒
砚壳花椒（学名：Zanthoxylum dissitum）为芸香科花椒属下的一个种。

## 扩展阅读
- 維基物種上的相關：砚壳花椒